# 愛爾蘭流浪者
愛爾蘭流浪者（爱尔兰语：an lucht siúil）是一个游牧民族，他们主要讲英语，但许多人也讲雪爾塔語。在宗教上，大多数愛爾蘭流浪者信奉天主教。
虽然他们经常被称为罗姆人，但愛爾蘭流浪者与罗姆人在基因上并无亲缘关系。基因分析表明，愛爾蘭流浪者很可能是在17世纪克伦威尔征服爱尔兰期间从定居的爱尔兰人中分化而来。数百年的分离导致愛爾蘭流浪者在基因上与定居的爱尔兰人有所区别，愛爾蘭流浪者权益组织长期以来一直向爱尔兰政府要求承認愛爾蘭流浪者為獨立的民族，2017年，愛爾蘭政府正式承認愛爾蘭流浪者是一個獨立的民族。
愛爾蘭流浪者大多生活在爱尔兰，以及英国、美国和加拿大的大型社区中。截至2016年，爱尔兰境内有32302名愛爾蘭流浪者。他们占爱尔兰共和国总人口的0.7%。